# Aeroportul Fortescue Dave Forrest
Aeroportul Fortescue Dave Forrest (IATA: KFE, ICAO: YFDF) este un aeroport din Australia de Vest, Australia.
Situat la o altitudine de 479 m, aeroportul dispune de o singură pistă. Este operat de Fortescue Metals Group⁠(d).